# ایو تشماکر
ایو تِشماکر (به انگلیسی: Eve Teschmacher) یا به زبان ساده میس (دوشیزه) تشماکر، نام یک شخصیت داستانی است که توسط ریچارد دانر و ماریو پوزو خلق شده است، میس تشماکر، در محصولات رسانه‌ای دی‌سی کامیکس به عنوان دستیار شخصی و معشوقه لکس لوتر ظاهر شده است.
شخصیت ایو تِشماکر در ابتدا برای فیلم سوپرمن (محصول ۱۹۷۸) خلق شد، و ولری پرین در آن فیلم در نقش میس تشماکر به ایفای نقش پرداخت. تشماکر در سابر محصولات رسانه‌ای دیگر مرتبط با سوپرمن ظاهر شد، مانند مجموعه تلویزیونی سوپرگرل از فرنچایز رسانه‌ای دنیای کماندار، که در آن نقش ایو تِشماکر توسط آندریا بروک به تصویر کشیده شد.و سارا سامپایو این نقش را در فیلم سوپرمن (۲۰۲۵) از دنیای دی‌سی ایفا کرد.